# 桃花源 (油画)
《桃花源》（英語：Paradise）是中国艺术家曾梵志与中国商人马云联合创作的油画作品，2015年10月4日在香港苏富比拍卖行拍出3,600万港币，计入佣金后总价为4,220万元港币。此画是马云的油画处女作。

## 画作
《桃花源》作于2014年，画在直径79.6厘米的画布上。这是商人马云第一次制作油画。在曾梵志的指导下，马云花了几个小时便同曾梵志完成了这幅作品。两人按照涂、点、刮擦的步骤，在圆形画布上画出了地球的大气、海洋与陆地。有媒体认为，海洋、陆地之中的白色代表地球上的冰盖，冰盖正受到全球变暖的威胁。油画上的地球就像是从太空中看到的一样，还有人评论说这幅画像是天气预报中的卫星云图。依照马云的说法，画地球的目的是提醒世人珍爱环境，画作的拍卖所得将捐给他和曾梵志等人发起的公益机构“桃花源生态保护基金会”。
创作《桃花源》之前，马云就曾创作书画作品并且拍卖。2013年12月12日之前，马云在阿里巴巴旗下社交平台“来往”中他建立的“江湖情”扎堆里打赌，如果在双十二前堆友超过10万人，他就要创作一幅“马体墨宝”，如果有人买的话他会在500年后用50亿人民币回购。最后，堆友超过了10万，马云在“来往”的“淘宝官方拍卖”扎堆中拍卖了他的作品，拍得242万人民币。有网友点评称“看不懂”，有人说他画的是煎饼果子，还有人说画的是塔防游戏。2014年12月，在北京举行的一场浙商慈善拍卖中，马云的书法“话禅”被浙江永利集团董事长周永利购得，价格为468万元人民币。

## 拍卖
《桃花源》2015年10月4日在香港苏富比拍卖行现当代亚洲艺术夜场上拍卖。这幅画的拍卖所得将全部捐给2015年4月马云与马化腾联合发起成立的公益机构“桃花源生态保护基金会”，用作环保公益事业。拍卖前，苏富比为其估价150万至250万港币。当晚，《桃花源》以130万港币起拍，历经7分15秒、32轮竞拍（另说为四十多次加价），最后以3,600万港币成交，加上佣金总价达4,220万元港币。据报道，当时有人直接从360万加到了500万，后来又有人直接从900万加价到1,800万港元。最终买下这幅画的是马云的好友、环球国际控股集团董事长钱峰雷。

## 影响
马云的书画拍出高价，引起了争议。有人批评称，马云和他的朋友们在用金钱践踏艺术。中国美术学院博士、艺评人闻松批评说，马云的画能拍出高价完全是由于名人效应，这一事件影响恶劣，扰乱了艺术市场，给社会带来了恶俗的审美倾向。他说，大部分专业艺术家不管天赋多么好、作品多么优秀，画作都拍不到这么高的价钱，“马云用它低劣又昂贵的画作，侮辱了专业艺术工作者”。他还说，这会让不懂艺术的人产生误解，误以为只要有钱、有地位、有人愿意捧场，“游戏之作”也可以成为昂贵的艺术品，画本身画得好坏并不重要。闻松批评说，“民众形成这样恶俗的趣味会抵消专业艺术家的努力，并通过不规范的拍卖放大负面影响。这是一个群输的拍卖闹剧”。陈源初等人也对此进行了批评，陈明将这幅画称为“马云的劣质油画”，声称“唯一能与马云匹敌的就是艺术圈里面的那些响当当的地沟油大师们”。中央财经大学拍卖研究中心名誉主任王凤海认为，做慈善可以有很多方式，很多名人“书画功底确实不敢恭维”，完全可以选择其他方式做慈善。
也有评论不认可“践踏艺术”的说法。中央财经大学拍卖研究中心研究员季涛认为，慈善拍卖和艺术拍卖本就不是一回事，买卖双方均是为做善事而来，买家凭自己的经济实力和对作品的喜好程度出价，成交价格与艺术市场并没有什么关系。另一位拍卖界人士表示，在中国举办慈善募捐非常困难，“在指责马云之前，每个人还是先摸着胸口想想自己为环保为公益做过些什么吧”。